# Кларк, Боб
Бенджамин «Боб» Кларк (англ. Benjamin "Bob" Clark; 5 августа 1939, Новый Орлеан, Луизиана, США — 4 апреля 2007, Пасифик-Палисейдс, Калифорния, США) — американский кинорежиссёр, сценарист и продюсер.
Большую часть жизни провел в Канаде, там же снимал фильмы достаточно разнообразных жанров: от хорроров («Чёрное Рождество», «Смертельный сон») до комедий («Рождественская история», «Порки») и драм («Награда»). Считается, что фильм «Чёрное Рождество» является прародителем жанра слэшер.
Погиб вместе со своим сыном 4 апреля 2007 года в автомобильной аварии в Пасифик-Палисейдс.

## Фильмография

### Режиссёр
| - 1966 — Новые одежды императора - 1967 — Она — мужчина - 1972 — Трупы детям не игрушка - 1974 — Смертельный сон - 1974 — Чёрное Рождество - 1976 — Точка разрыва - 1979 — Убийство по приказу - 1980 — Награда - 1982 — Порки - 1983 — Порки 2: На следующий день - 1983 — Рождественская история - 1984 — Горный хрусталь - 1985 — Турок 182 - 1987 — Шквальный огонь | - 1990 — Сдвиг по фазе - 1993 — Американские часы (ТВ) - 1994 — Передать по наследству - 1995 — Фадж (ТВ) - 1995 — Дерби (ТВ) - 1996 — Украденные истории: Секреты розового сада (ТВ) - 1998 — Похищение вождя краснокожих (ТВ) - 1999 — Незабываемый апрель - 1999 — Гениальные младенцы - 2000 — Слови падающую звезду - 2002 — Сейчас и навсегда - 2003 — Маньяк Маги - 2004 — Пёс — каратист - 2004 — Супердетки: Вундеркинды 2 |

| - 1967 — Она — мужчина - 1972 — Трупы детям не игрушка - 1982 — Порки - 1983 — Порки 2: На следующий день - 1983 — Рождественская история - 1987 — Шквальный огонь - 1990 — Сдвиг по фазе - 1994 — Передать по наследству - 1999 — Гениальные младенцы - 2000 — Придурки из Хаззарда: Голливудская суета | - 1972 — Трупы детям не игрушка - 1974 — Смертельный сон - 1974 — Чёрное Рождество - 1976 — Точка разрыва - 1979 — Убийство по приказу - 1982 — Порки - 1983 — Порки 2: На следующий день - 1983 — Рождественская история - 1987 — Шквальный огонь - 1991 — Попкорн |

### Актёр
- 1974 — Смертельный сон — Офицер Тед
- 1974 — Чёрное Рождество — Тень/Голос в трубке
- 1983 — Порки 2: На следующий день — член секты
- 1983 — Рождественская история — Швед
- 1993 — Американские часы — Второй пианист
- 1995 — Дерби — Акционер
- 1998 — Похищение вождя краснокожих — M. Хупер
- 1998 — Дочь моего соседа — мэр города
- 2002 — Сцены — Бобби